# Síndrome POEMS
El síndrome POEMS (también conocido como síndrome Crow–Fukase , enfermedad de Takatsuki , o síndrome PEP) es un síndrome paraneolásico , de baja incidencia (rara),  de causa desconocida, aunque se ha sugerido que la acción de citoquinas con actividad pleiotrópica como la IL-1 e IL-6, que actúan sobre los sistemas inmune, endocrino, vascular y nervioso pueda tener un papel en ella. Afecta a muchos sistemas del organismo, y de ello se deriva el acrónimo POEMS:
P, de polineuropatíaSe trata de una neuropatía periférica crónica desmielinizante que se asocia en la mitad de los casos  a un mieloma osteoesclerótico.
O, de organomegaliaUn agrandamiento de los órganos internos, entre los que es frecuente el hígado, llamándose hepatomegalia o los ganglios linfáticos o adenomegalia.
E, de endocrinopatíaEntre ellas se cuentan la diabetes mellitus, hipotiroidismo, insuficiencia suprarrenal e hiperprolactinemia, etc.
M,  de proteína MUn trastorno asociado a la discrasia de las células plasmáticas diferente a la que se presenta en el mieloma múltiple.
S, de skin"Piel" en inglés, la cual también se ve afectada por el síndrome.
Los primeros síntomas suelen ser por afectación nerviosa  sensitiva periférica: parestesias u hormigueos en la punta de los dedos, falta de sensibilidad. La enfermedad va avanzando lentamente,  pudiendo llegar a producir afectación motora de los músculos de las extremidades, manifestándose como una falta de fuerza, simétrica, que dificulta levantarse de una silla o subir escaleras. Más tarde la falta de fuerza puede afectar a las manos y extremidades superiores.
Es la afectación neurológica más frecuente, también puede afectar al sistema nervioso central produciendo hipertensión endocraneal y papiledema.